# Adolfo López Mateos, Mapastepec
Adolfo López Mateos är en ort i Mexiko.   Den ligger i kommunen Mapastepec och delstaten Chiapas, i den sydöstra delen av landet, 800 km sydost om huvudstaden Mexico City. Adolfo López Mateos ligger 30 meter över havet och antalet invånare är 521.
Terrängen runt Adolfo López Mateos är platt åt sydväst, men åt nordost är den kuperad. Runt Adolfo López Mateos är det ganska glesbefolkat, med 27 invånare per kvadratkilometer. Närmaste större samhälle är Mapastepec, 12,2 km öster om Adolfo López Mateos. Trakten runt Adolfo López Mateos består till största delen av jordbruksmark.